# Вандеркай, Питер
Питер Вандеркай (англ. Peter Vanderkaay; род. 12 февраля 1984, Рочестер-Хилс, Мичиган) — американский пловец. Специализируется в плавании вольным стилем на средних дистанциях (200, 400, 800 и 1500 метров).
Дебютировал в составе сборной страны на летней Универсиаде 2003. В 2004 году дебютировал на Олимпийских играх в эстафете 4×200 метров вольным стилем.
Тренируется в Университете Мичигана.